# Oost-Graftdijk
Oost-Graftdijk (52° 33′ N, 4° 49′ L) é uma cidade dos Países Baixos, na província de Holanda do Norte. Oost-Graftdijk pertence ao município de Alkmaar, e está situada a 11 km, a oeste de Purmerend.
Em 2001, a cidade de Oost-Graftdijk tinha 145 habitantes. A área urbana da cidade é de 0.031 km², e tem 58 residências. 
A área de Oost-Graftdijk, que também inclui as partes periféricas da cidade, bem como a zona rural circundante, tem uma população estimada em 340 habitantes.